# Glottochronologie
La glottochronologie est une technique visant à calculer la distance temporelle ou la divergence entre deux langues que l'on suppose apparentées.
Elle est basée sur une estimation du taux de substitution des mots par d'autres au cours du temps. Morris Swadesh, en se basant sur les données relatives à différentes familles de langues dont l'histoire est documentée, a estimé que, compte tenu des changements internes et des apports externes, environ 14 % du lexique de base d'une langue était remplacé tous les mille ans.
Les résultats de la méthode glottochronologique ne peuvent être très précis. Elle est toutefois utilisée dans les recherches portant sur des évolutions de langues dont on ne dispose pas ou trop peu de documents écrits, la méthode comparative se révélant inadéquate dans ce genre de cas.

## Postulats
La méthode glottochronologique repose sur deux postulats explicites :
- Le taux de substitution lexicale est approximativement constant si l'on considère des périodes très longues, du moins en ce qui concerne le lexique de base.
- Le taux de substitution lexicale, concernant le vocabulaire de base du moins, est approximativement uniforme entre toutes les langues du monde.

En termes d'équations mathématiques, ces deux postulats peuvent se traduire de la manière suivante :
- Si m(t) est le pourcentage de mots de base conservés par une langue au bout d'une période t (en unité de temps), le premier postulat peut s'écrire sous la forme suivante :

{\displaystyle {\frac {dm(t)}{dt}}=-{\frac {m(t)}{C}}}
Avec C une constante homogène à t (« dans la même unité que t »).
On donne une solution de cette équation différentielle :
{\displaystyle m(t)=e^{-{\frac {t}{C}}}}
- Le second postulat implique que C doit être une constante universelle, valable pour l'ensemble des langues humaines. En suivant l'idée de Swadesh d'un taux de changement de 14 % par millénaire pour le vocabulaire de base, on aboutit à l'estimation suivante pour C :

{\displaystyle C=-{\frac {t}{\ln(m(t))}}=-{\frac {t}{\ln((1-{\frac {14}{100}})^{({\frac {t}{1000\mathrm {ans} }})})}}=-{\frac {1000\mathrm {ans} }{\ln(1-{\frac {14}{100}})}}}
{\displaystyle C\approx 6630\mathrm {ans} }
À partir de cette estimation, le temps de séparation Ts peut être estimé en comparant le pourcentage de mots apparentés retenus pC : {\displaystyle T_{s}={\frac {\log(p_{C})}{\log(p_{0})}}}
entre une langue et sa langue mère, et
{\displaystyle T_{s}\approx {\frac {\log(p_{C})}{2\cdot \log(p_{0})}}}
entre deux langues ayant une langue mère commune, où p0 = 0,86 (= 86 %) est le pourcentage de rétention par millénaire estimé par Swadesh.
Plus tard, Robert Lees ajusta la valeur moyenne, l'estimant à 80,5 % par millénaire.
La méthode a été comparée avec la datation par le carbone 14, utilisée en archéologie. Grâce à elle il est virtuellement possible de calculer la date approximative à laquelle deux ou plusieurs langues apparentées auraient formé un tronc commun. Les deux procédures présentent des similitudes, mais avec une différence notable : la dégradation du carbone 14 est toujours constante et ne dépend pas des conditions extérieures.

## Critiques
La méthode glottochronologique a fait l'objet de nombreuses critiques. Coşeriu (1962) a par exemple apporté certaines données des langues romanes illustrant que son usage pouvait mener à d'importantes inexactitudes. Les principales objections qu'elle a rencontrées sont les suivantes :
- La constante de rétention n’est pas universelle, varie avec le temps, l'environnement, la langue et la signification du mot ;
- Le modèle de l'arbre généalogique (Stammbaummodel) semble trop confus lorsqu'il est appliqué au champ linguistique. L'influence entre langues se poursuit fréquemment après leur séparation, tandis que la théorie glottochronologique considère qu'une fois la séparation effectuée, il n'y a plus d'interaction ;
- Les transformations phonétiques peuvent empêcher l'identification de deux mots apparentés (par exemple le français chef et l'anglais head) ou amener à des rapprochements erronés (par exemple entre l'anglais day et l'espagnol día) ;
- Certaines langues disposent de multiples synonymes pour certains termes du vocabulaire de base. On y a répondu en proposant de choisir le mot le plus courant.
- Une paire de mots peuvent être partiellement apparentés, comme l'espagnol sol et le français soleil. Dans ces cas on a proposé de les considérer comme des mots pleinement apparentés ou bien de leur assigner des coefficients.
- Dans certaines langues, le vocabulaire de base contient des emprunts linguistiques ; dans ces cas le mot ne doit pas être pris en compte.
- Dans certaines langues certains éléments du vocabulaire dit de base sont absents, et l'on est alors contraints de réduire le nombre de mots de la liste.

## Ancienneté de quelques familles
Certains calculs ont été menés afin d'estimer l’ancienneté de certaines familles de langues. La presque totalité des familles bien établies pour laquelle on a pu reconstruire de façon adéquate (RA) les caractères cruciaux de la protolangue, ainsi que quelques autres familles dont la parenté interne reste peu débattue, ont une ancienneté inférieure à 5 000 ans (50 siècles),
- Langues zapotèques (RA, Mésoamérique, 25 siècles)
- Langues tai-kadai (RA, sud-est asiatique, 30 siècles)
- Langues ienisseïennes (?, Sibérie, 30 siècles)
- Langues eskimo-aléoutes (RA, Sibérie, 30 siècles)
- Langues algiques (RA, Amérique du Nord, 30 siècles)
- Langues caddoanes (RA, Amérique du Nord, 33 siècles)
- Langues iroquoiennes (RA, Amérique du Nord, 35 siècles)
- Langues na-dené (RA, Amérique du Nord, 35 siècles)
- Langues austronésiennes (RA, sud-est asiatique, Océanie et Taïwan, 35 siècles)
- Langues hmong-mien (?, sud-est asiatique, 40 siècles)
- Langues kartvéliennes (RA, Eurasie, 40 siècles)
- Langues dravidiennes (RA, sous-continent indien, 40 siècles)
- Langues tchoukotko-kamtchatkiennes (?, Sibérie, 40 siècles)
- Langues mayas (RA, Mésoamérique, 41 siècles)
- Langues misumalpanes (RA, Amérique centrale, 43 siècles)
- Langues salish (RA, Amérique du Nord], 45 siècles)
- Langues uto-aztèques (RA, Amérique du Nord, 48 siècles)
- Langues indo-européennes (RA, Eurasie, 70 siècles)

Pour certaines macrofamilles (MF) ou familles plus controversées dans lesquelles la reconstruction a rencontré plus de difficultés (DR), on trouve des anciennetés supérieures à 50 siècles :
- Langues oto-mangues (?, Mésoamérique, 55-60 siècles)
- Langues ouraliennes (DR, Eurasie, 60 siècles)
- Langues sino-tibétaines (DR, Extrême-Orient, 60 siècles)
- Langues indo-européennes (RA, Eurasie, 70 siècles)
- Langues altaïques (MF, Eurasie, 77 siècles)
- Langues aborigènes d'Australie (MF, Australie, 95 siècles)
- Langues nigéro-congolaises (DR, Afrique, 100 siècles)
- Langues Trans-Nouvelle-Guinée (MF, Nouvelle-Guinée, 100 siècles)
- Langues khoïsan (MF, Afrique australe, 111 siècles)
- Langues chamito-sémitiques (DR, Afrique du Nord et Moyen-Orient, 113 siècles)
- Langues nilo-sahariennes (MF, Afrique, 150 siècles)